# Дуброва (Глусский район)
Дубро́ва (бел. Дубро́ва) — деревня в составе Хвастовичского сельсовета Глусского района Могилёвской области Республики Беларусь.

## Население
- 1999 год — 327 человек
- 2009 год — 202 человека